# درک کویت
درک کویت (هلندی: Dirk Kuijt؛ زادهٔ ۲۲ ژوئیهٔ ۱۹۸۰) بازیکن فوتبال پیشین اهل هلند است.
کویت فوتبال حرفه‌ای را از اوترخت در سال ۱۹۹۸ شروع کرد و به سرعت توانست به تیم اول باشگاه راه پیدا کند. او پنج سال را در این باشگاه سپری کرد و در آخرین فصل حضورش در این باشگاه فوتبال توانست برندهٔ جام حذفی هلند و برندهٔ کفش طلای فوتبال هلند شود. بعد از این او با یک انتقال۱٬۰۰ٍ۰٬۰۰۰ یورویی باشگاه فوتبال اوترخت را به مقصد فاینورد ترک کرد. او در سال ۲۰۰۵ توانست بازوبند کاپیتانی را در این تیم ببندد و پر امتیاز آورترین بازیکن این باشگاه رتردامی شود؛ او در سه فصل پیاپی بشترین گل را برای باشگاه به ثمر رساند، و در فصل ۰۵–۲۰۰۴ بیشترین گل را در لیگ فوتبال هلند، و در فصل ۰۶–۲۰۰۵ بهترین بازیکن سال فوتبال هلند شد. کویت تنها پنج بازی را در هفت فصلی که از سال ۱۹۹۹ تا ۲۰۰۶ در فوتبال هلند بازی می‌کرد را از دست داد و در فاصلهٔ سال ۲۰۰۱ تا ۲۰۰۶ در ۱۷۹ بازی شرکت کرد.
او بعد از سه سال باشگاه فوتبال فاینورد را ترک کرد، او در این سه سال در ۱۰۱ بازی ۷۱ گل به ثمر رسانده بود. او طی یک انتقال ۱۰ میلیون یورویی به باشگاه فوتبال لیورپول در لیگ برتر انگستان پیوست. او در اواخر سال ۲۰۰۶ کارش را با این باشگاه شروع کرد و خیلی زود توانست به تیم اصلی راه پیدا کند. او در مسابقهٔ فینال لیگ قهرمانان اروپا توانست گل به ثمر برساند ولی تیمش نتیجه بازی را به میلان واگذار کرد.
او در ۱۷ مه ۲۰۱۷ کفش‌هایش را پس از قهرمانی با فاینورد در لیگ آویخت.
او در سال ۲۰۰۴ برای اولین بار به تیم ملی فوتبال هلند دعوت شد و تا به حال توانسته‌است در دو جام در این تیم حضور داشته باشد، جام جهانی ۲۰۰۶ و یورو ۲۰۰۸.

## افتخارات

### باشگاهی
اوترخت
- جام حذفی فوتبال هلند: ۰۳–۲۰۰۲

لیورپول
- جام اتحادیه باشگاه‌های انگلستان: ۲۰۱۲[۴]

فنرباغچه
- سوپر لیگ فوتبال ترکیه: ۱۴–۲۰۱۳
- جام حذفی فوتبال ترکیه: ۱۳–۲۰۱۲
- سوپر جام فوتبال ترکیه: ۲۰۱۴[۵]

فاینورد
- لیگ برتر فوتبال هلند: ۱۷–۲۰۱۶
- جام حذفی فوتبال هلند: ۱۶–۲۰۱۵

### ملی
هلند
- جام جهانی فوتبال نایب قهرمان: ۲۰۱۰
- جام جهانی فوتبال مقام سومی: ۲۰۱۴[۶]

### فردی
- کفش طلای فوتبال هلند: ۲۰۰۳، ۲۰۰۶
- بهترین گلزن لیگ برتر فوتبال هلند: ۲۰۰۵
- بازیکن سال فوتبال هلند: ۲۰۰۶
- بهترین پاس گل دهنده جام جهانی فوتبال: ۲۰۱۰